# 月と太陽 (ケツメイシの曲)
「月と太陽」（つきとたいよう）は、2013年5月22日にavex traxから発売された、ケツメイシのメジャー25枚目・通算28枚目のシングル。　　　　  　

## 解説
CD・CD+DVDの2形態で発売。DVDは「月と太陽」のミュージック・ビデオが収録され、ケント・モリが出演と振付を担当、キッズダンサーのミントクルーが参加。「陰と陽」（光と影）をダンスで表現したものとなっている。
表題曲「月と太陽」はテレビ朝日系『ダブルス〜二人の刑事』のために書き下ろされた楽曲で、同ドラマのエンディングテーマ。月と太陽のようにお互い影響し合いながら、寄り添い生きて行く二人の人間愛を歌った内容になっている。
カップリング曲の「Make & Break」はハウステンボスCMソング、「Good morning」はテレビ朝日系『やじうまテレビ!』『グッド!モーニング』テーマソングに使用された。

## 収録曲

### CD
全曲作詞：ケツメイシ
1. 月と太陽
作曲：ケツメイシ・守尾崇
2. Make & Break
作曲：ケツメイシ・守尾崇
3. Good morning
作曲：ケツメイシ・SHIGE

### DVD
1. 月と太陽 MV